# Geddy Lee
Geddy Lee OC (narozen jako Gary Lee Weinrib 29. července 1953 Willowdale, Toronto) je kanadský hudebník známý jako zpěvák, baskytarista a klávesista rockové skupiny Rush. Lee se stal členem Rush v září 1968 na žádost přítele z dětství Alexe Lifesona, aby nahradil frontmana Jeffa Jonese.
Jeho styl hry, technika a zručnost s jakou hrál na baskytaru to vše mělo rozhodující vliv na hudebníky rockového a heavy metalového stylu a inspirovali se jím takoví hráči jako Steve Harris ze skupiny Iron Maiden, John Myung z Dream Theater, Les Claypool ze skupiny Primus, a Cliff Burton ze skupiny Metallica.
Vedle skladatelských, aranžérských a hráčských povinností ve skupině Rush, produkoval Lee alba několika hudebním skupinám, včetně skupiny Rocket Science. Leeho první sólová práce, album My Favourite Headache, bylo vydáno v roce 2000.
Společně se svým spoluhráčem Lifesonem a bubeníkem Neilem Peartem, byl 9. května 1996 jmenován důstojníkem Řádu Kanady (Order of Canada). Toto trio bylo první rockovou skupinou, které se této cti dostalo jako skupině.